# Your Love Is My Drug
«Your Love Is My Drug» — песня американской исполнительницы и автора песен Кеши из её дебютного альбома Animal 2010 года.

## О песне
Авторами песни выступили Kesha Sebert, Pebe Sebert, Joshua Coleman, а сама композиция была написана в самолете. Песня была вдохновлена отношениями Кеши и её экс-бойфрендом, которая сравнивает их любовь с наркотиком. По словам Кеши песня звучит радостно, но также имеет темную сторону — повествующую об одержимости. Критики положительно приняли композицию. До выхода альбома Animal песня попала в интернет. Кеша исполнила «Your Love Is My Drug» вместе с «Tik Tok» в тридцать пятом сезоне Saturday Night Live. В Америке было продано 3 миллиона копий сингла.

## Музыкальное видео
В клипе Кеша находится в пустыне со своим парнем. Основная идея клипа заключается в том, что когда человек влюблен, он теряет голову, и это сопоставимо с наркотическим опьянением.

## Список композиций
- Australian CD Single

1. «Your Love Is My Drug» (Album Version)   — 3:06
2. «Your Love Is My Drug» (Instrumental Version)   — 3:06

- United Kingdom Single

1. «Your Love Is My Drug»   — 3:06
2. «Your Love Is My Drug» (Dave Audé Radio)   — 3:49

- United Kingdom EP

1. «Your Love Is My Drug»   — 3:06
2. «Your Love Is My Drug» (Dave Audé Radio)   — 3:49
3. «Your Love Is My Drug» (Bimbo Jones Radio)   — 3:07
4. «Your Love Is My Drug» (Music Video)   — 3:28

## Чарты
| Чарт(2010)                                  | Высшая Позиция |
| ------------------------------------------- | -------------- |
| Австралия (ARIA)                            | 3              |
| Австрия (Ö3 Austria Top 40)                 | 12             |
| Бельгия/Фландрия (Ultratop 50)              | 27             |
| Бельгия/Валлония (Ultratip Bubbling Under)  | 2              |
| Канада (Billboard Canadian Hot 100)         | 6              |
| Чехия (Rádio — Top 100)                     | 21             |
| Дания (Tracklisten)                         | 34             |
| Европа (Billboard European Hot 100 Singles) | 34             |
| Германия (GfK)                              | 19             |
| Венгрия (Rádiós Top 40)                     | 7              |
| Ирландия (IRMA)                             | 10             |
| Япония (Billboard Japan Hot 100)            | 33             |
| Нидерланды (Dutch Top 40)                   | 22             |
| Новая Зеландия (Recorded Music NZ)          | 15             |
| Шотландия (OCC Scotland)                    | 11             |
| Испания (PROMUSICAE)                        | 23             |
| Словакия (Rádio — Top 100)                  | 9              |
| Швейцария (Schweizer Hitparade)             | 34             |
| Великобритания (OCC UK Singles)             | 13             |
| США (Billboard Hot 100)                     | 4              |
| США (Billboard Pop Airplay)                 | 1              |
| США (Billboard Dance Club Songs)            | 1              |
| США (Billboard Adult Pop Airplay)           | 17             |